# St Anne’s College w Oksfordzie
St Anne’s College (Kolegium św. Anny) – jedno z kolegiów wchodzących w skład University of Oxford. Powstało w 1879 jako żeński akademik i zarazem stowarzyszenie studenckie, które w 1952 zostało przekształcone w pełnoprawne kolegium. Do 1979 studiować w nim mogły wyłącznie kobiety, od tego czasu obowiązuje koedukacja. Patronką kolegium jest święta Anna.
Według danych na sierpień 2012, do kolegium należy 675 studentów, w tym 425 słuchaczy studiów licencjackich oraz 250 magistrantów i doktorantów. Od 2017 dyrektorką kolegium jest była oficer policji Helen King.

## Znani absolwenci
- Danny Alexander – polityk
- Karen Armstrong – religioznawczyni
- Wendy Beckett SNDdeN - zakonnica i historyczka sztuki
- Helen Fielding – pisarka
- Diana Wynne Jones – pisarka
- Penelope Lively – pisarka
- Max More – filozof i futurolog
- Simon Rattle – dyrygent
- Cicely Saunders – lekarka, pionierka medycyny paliatywnej
- Susan Sontag – pisarka